# Mutí Tití
Mutí Tití (en llatí Mutinus Titinus o també Mutunus Tutunus) va ser, segons la mitologia romana, una divinitat fàl·lica del matrimoni, que en alguns aspectes s'assimilava a Príap, el déu grec, però no tenia les mateixes funcions. Formava part del grup de déus anomenats Indígets, unes divinitats tutelars romanes, i se l'invocava perquè protegís els amors de la gelosia i de l'enveja.

## Història
Tenia un santuari a la colina Vèlia, possiblement des de la fundació de Roma fins al segle i aC. En aquell temple les dones li oferien sacrificis vestides amb la toga pretexta.
Durant els rituals prematrimonials, es creu que les novies romanes s'havien d'asseure amb les cames obertes damunt del fal·lus de Mutí Tití per a preparar-se per al coit. Així el déu era el primer en desvirgar-les. Els primers Pares de l'església consideraven aquest acte com una manera obscena de perdre la virginitat. Arnobi el Vell diu que agafaven pels cabells a les matrones romanes i se les feia cavalcar (inequitare) al damunt de l'horrible fal·lus de Tití i les seves immenses parts, Altres fonts diuen que les núvies aprenien a través d'aquest ritual a no tenir vergonya durant l'acte sexual.
Pràcticament l'única font clàssica que parla d'aquesta divinitat és Sext Pompeu Fest, i els autors cristians que el mencionen sempre ho fan de manera hostil o parcial. El Fascinus, que Arnobi identifica amb Mutí Tití, va ser utilitzat pels escriptors cristians per carregar contra els costums romans.

## Etimologia
A diferencia de Príap, al que es representa amb una forma humana amb una erecció extraordinària, Mutí Tití era representat amb un fal·lus erecte normal, i se'l considerava el progenitor misteriós de Servi Tul·li. El nom del déu es relaciona amb dues paraules no gaire freqüents de l'argot llatí, muto o mutto (penis) i mutinus (fàl·lic). La paraula mutuniatus la utilitzen Marcial i els Priapeus (un recull de poemes eròtics) per fer referència a un mascle ben dotat. Les dues parts del nom, Mutinus Titinus semblen reduplicatives. Titinus, potser derivada de titus, seria una altra paraula de l'argot per referir-se al penis.
No s'ha localitzat el santuari de Mutí Tití a la colina Vèlia. Segons Sext Pompeu Fest, va ser destruït per a construir-hi unes termes privades pel pontífex i partidari d'August Gneu Domici Calví tot i que era una de les divinitats més antigues de Roma.